# Tegula pfeifferi
Tegula pfeifferi is een slakkensoort uit de familie van de Tegulidae. De wetenschappelijke naam van de soort is voor het eerst geldig gepubliceerd in 1846 door Philiippi.